# Marija Gorica
Marija Gorica  è un comune della Croazia di 2 089 abitanti della Regione di Zagabria.
La città diede i natali allo scrittore Ante Kovačić (1854-1899).